# Kościół Świętej Trójcy w Wolfenbüttel
Kościół Świętej Trójcy (niem. St.-Trinitatis-Kirche) – barokowa świątynia luterańska znajdująca się w niemieckim mieście Wolfenbüttel, przy placu Holzmarkt. Należy do parafii św. Marii i św. Trójcy.

## Historia
Pierwszy, szachulcowy kościół w tym miejscu wzniesiono po wojnie trzydziestoletniej pod koniec XVI wieku, po rozbudowie miasta na wschód. Był pierwszą w mieście świątynią protestancką. Budynek rozebrano z powodu konieczności ufortyfikowania terenu. Materiału z rozebranej świątyni użyto do budowy kościoła św. Jana.  20 maja 1655 odprawiono pierwsze nabożeństwo w prowizorycznej kaplicy zaaranżowanej na pierwszym piętrze starej bramy cesarskiej (niem. Kaisertor), nie pełniącej już funkcji militarnych. Sala zapewniała około 350 miejsc siedzących. W 1691 kaplica nie mieściła już wszystkich wiernych, w związku z czym 6 maja 1692 książę Antoni Ulryk ogłosił zbiórkę na budowę nowej świątyni, samemu przekazując 1000 talarów. Ze względu na problemy finansowe zdecydowano się na przebudowę istniejącej bramy, która wciąż była w dobrym stanie technicznym. Projekt sporządził architekt i matematyk Johann Balthasar Lauterbach i pod jego nadzorem wzniesiono dwuwieżową fasadę. Po śmierci Lauterbacha w 1694 prace wstrzymano z powodu braku funduszy. W 1698 ponownie zarządzono zbiórkę i po zebraniu odpowiednich środków budowę powierzono Hermannowi Korbowi, który opracował drewniane modele projektowe świątyni. Konsekracja ukończonej świątyni miała miejsce 1 stycznia 1700, nadano jej imię Świętej Trójcy. 18 sierpnia 1705 drewniana konstrukcja została ogarnięta pożarem wywołanym uderzeniem pioruna. Silny wiatr wiejący na wschód stwarzał zagrożenie dla miasta, a występowanie pożaru na dużych wysokościach uniemożliwiało akcję gaśniczą, stąd podjęto decyzję o zawaleniu górnych partii za pomocą armaty. Nabożeństwa tymczasowo odprawiano początkowo w warsztacie garnizonowym, a następnie przez czternaście lat w budynku odlewniczym na Philippsbergu, w miejscu obecnego więzienia. W 1716 książę August Wilhelm zlecił Hermannowi Korbowi nadzór nad odbudową, ściany wzniesiono w konstrukcji drewnianej pokrytej kamieniem. Świątynię, chociaż jeszcze nieukończoną, otwarto w pierwszą niedzielę Adwentu 1719 roku. W 1757 ukończono odbudowę wież. W 1917 roku dzwony kościoła zarekwirowano na cele wojenne.

## Architektura i wyposażenie
Świątynia barokowa, wzniesiona na planie centralnym. We wnętrzu ustawionych jest dziesięć kolumn z drewna jodłowego, dźwigających gipsowe sklepienie. Pierwotnie ściany świątyni były wielokolorowe. Dwie kondygnacje empor zapewniają miejsce dla ponad tysiąca wiernych. Ołtarz główny z wbudowaną amboną został wykonany przez Johanna Jürgena Reupkego.

## Galeria

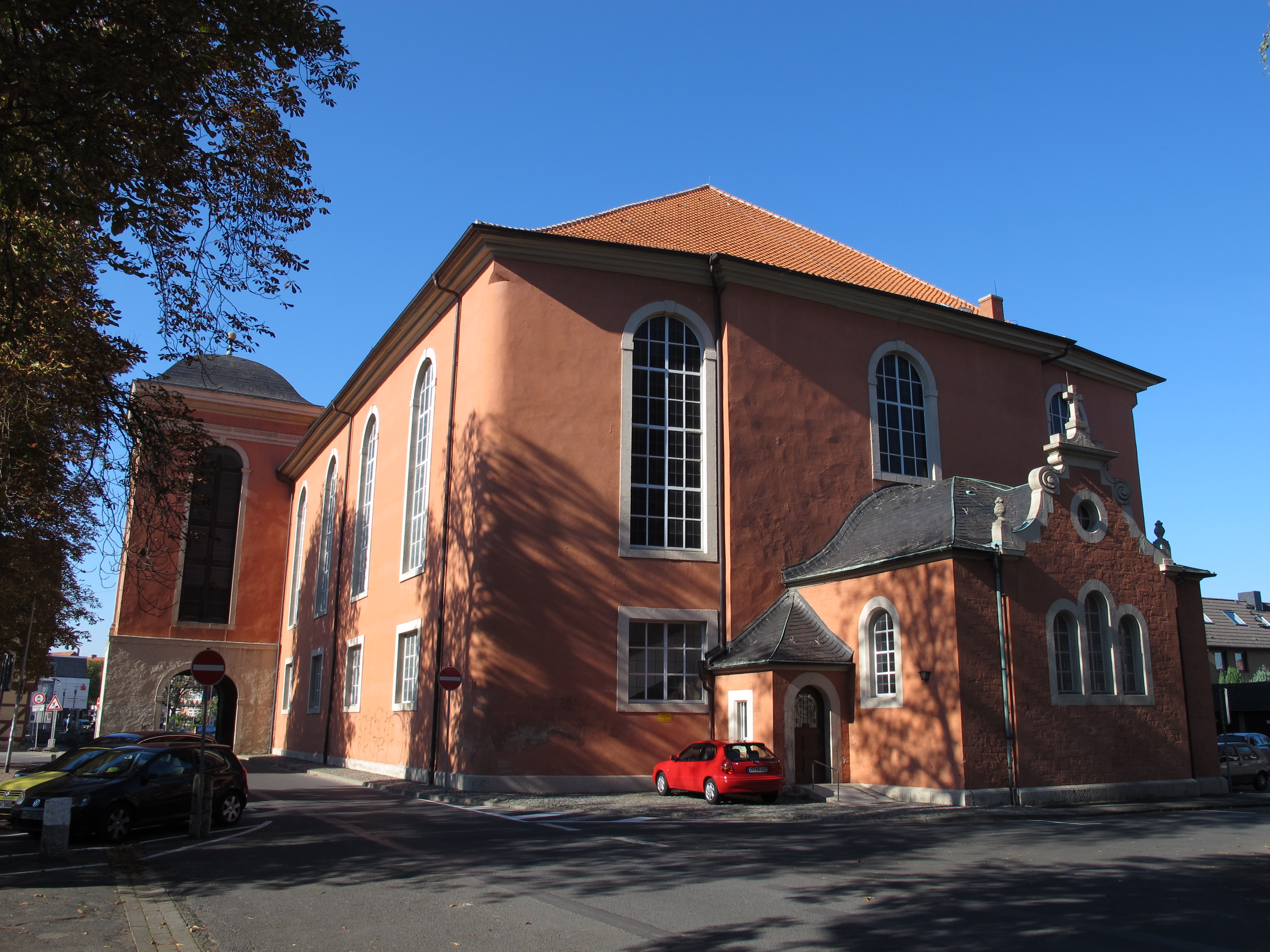
Widok z południowego wschodu
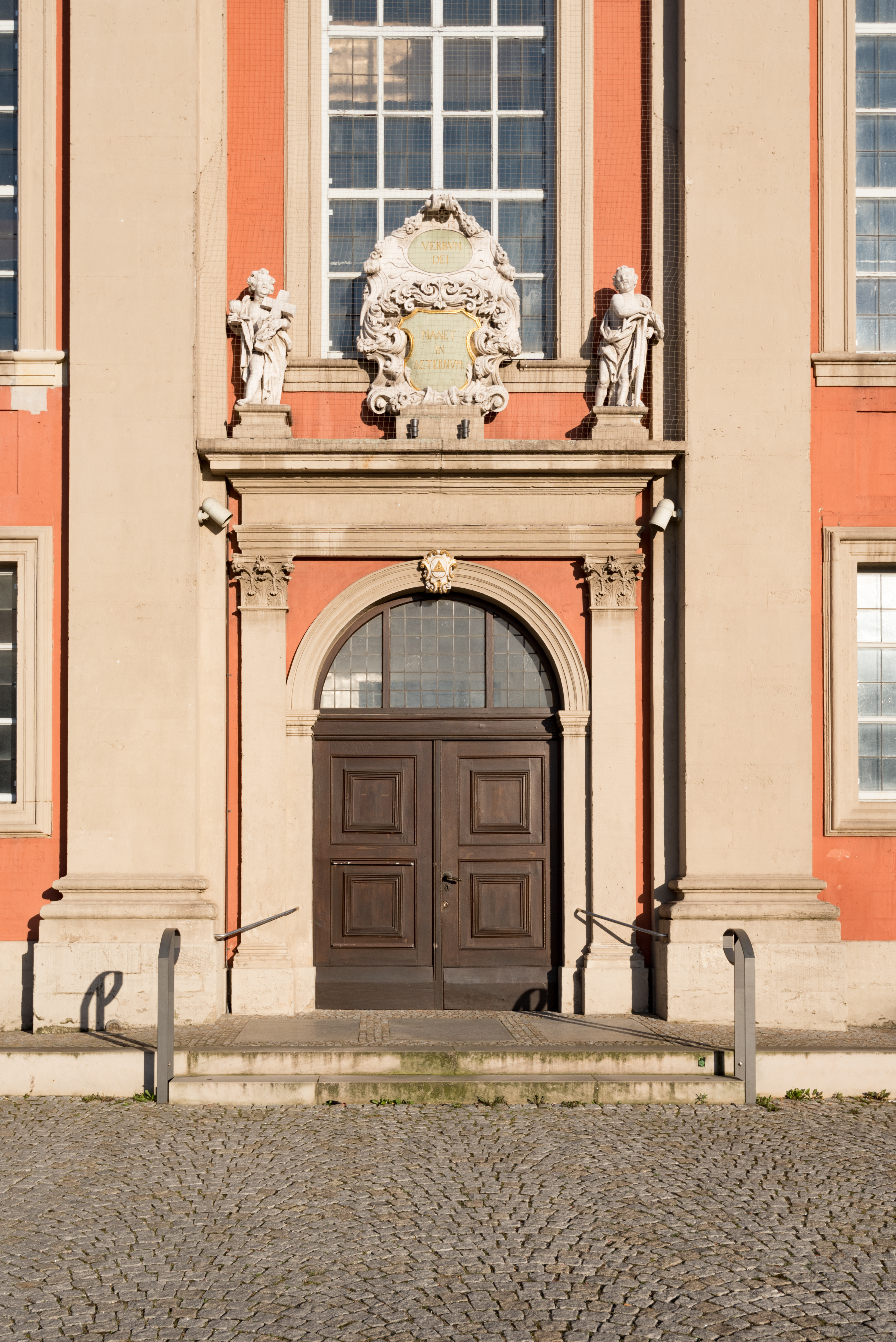
Portal główny
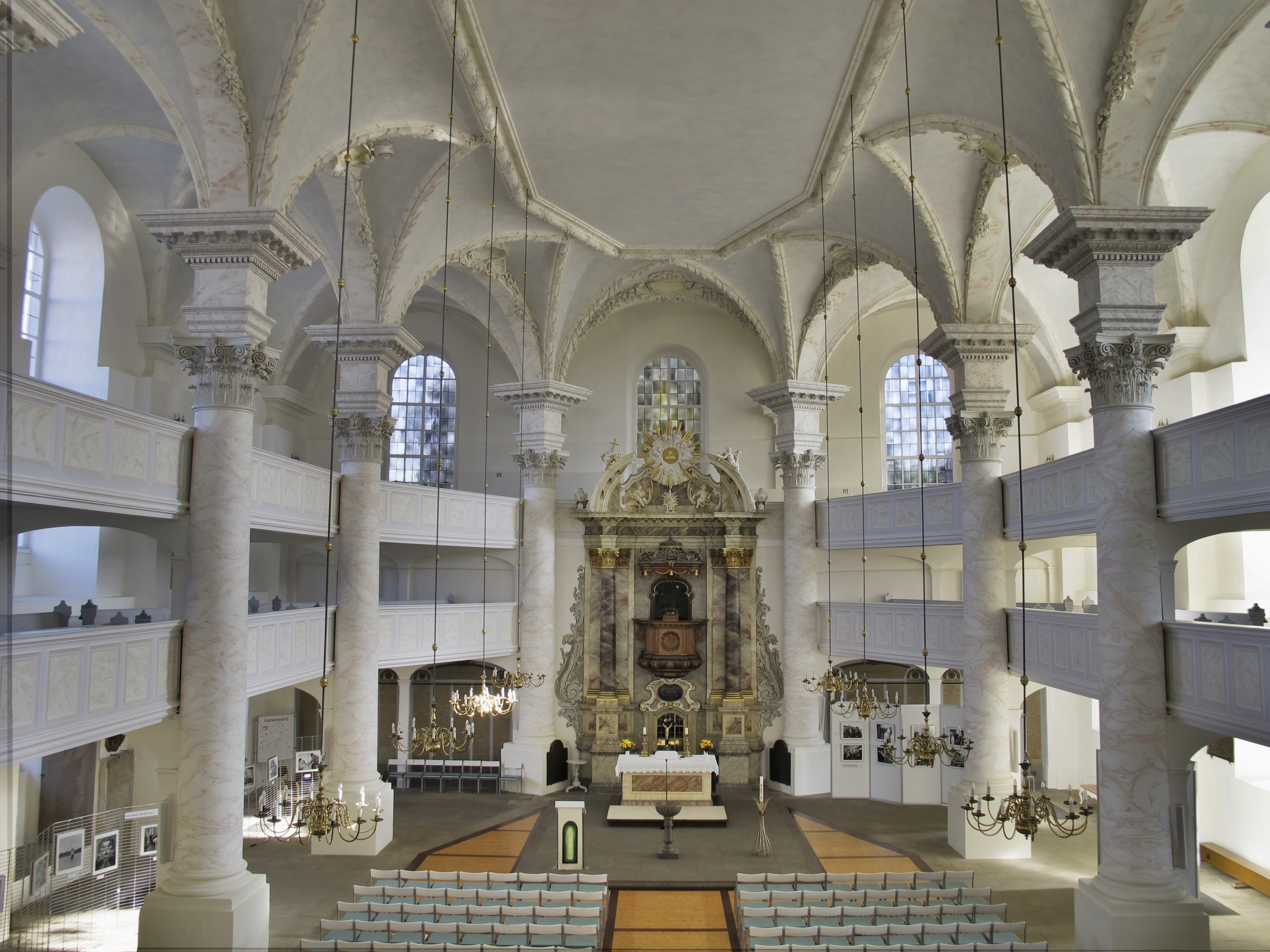
Wnętrze
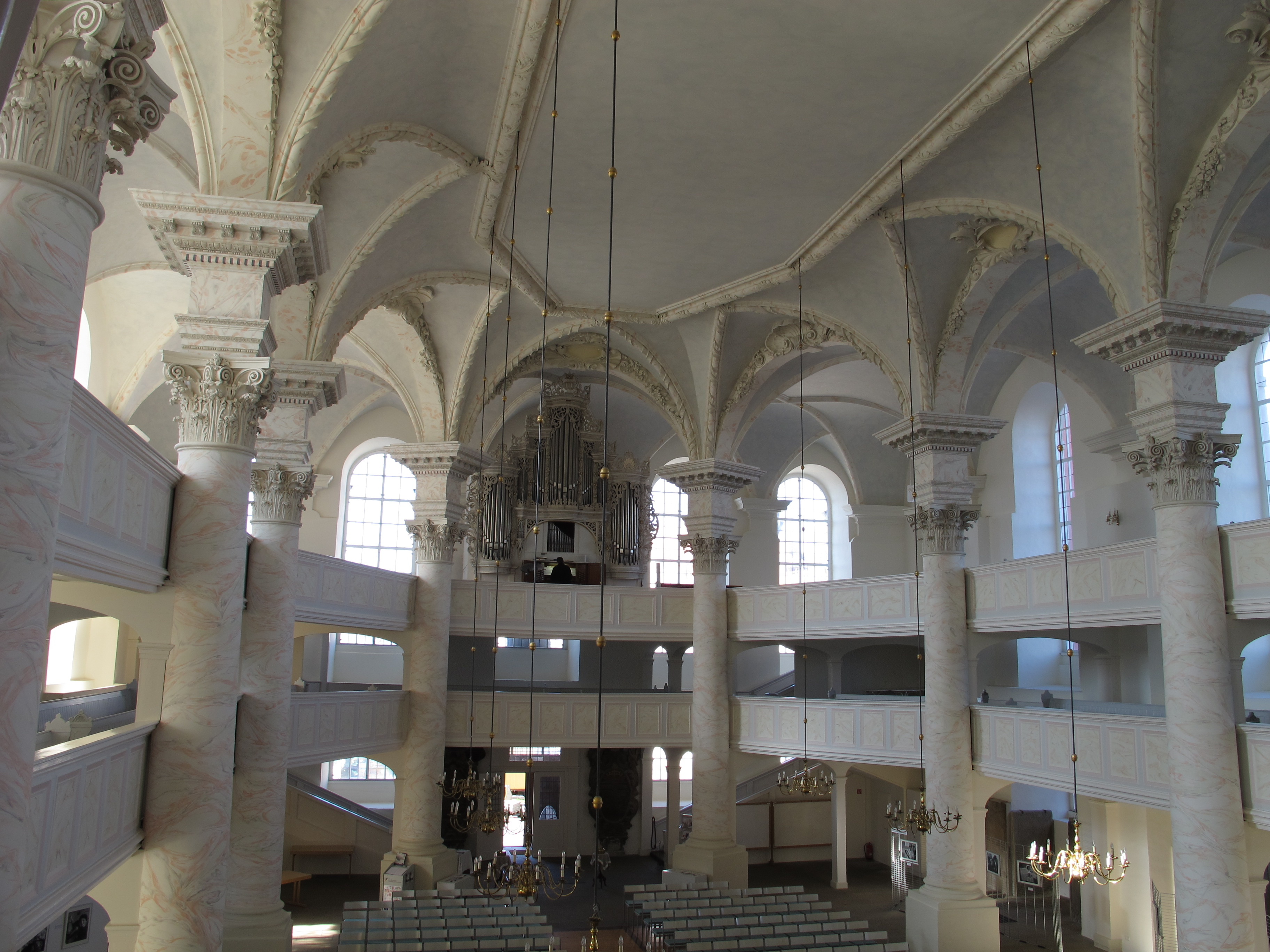
Organy